# Vittorio Paravia

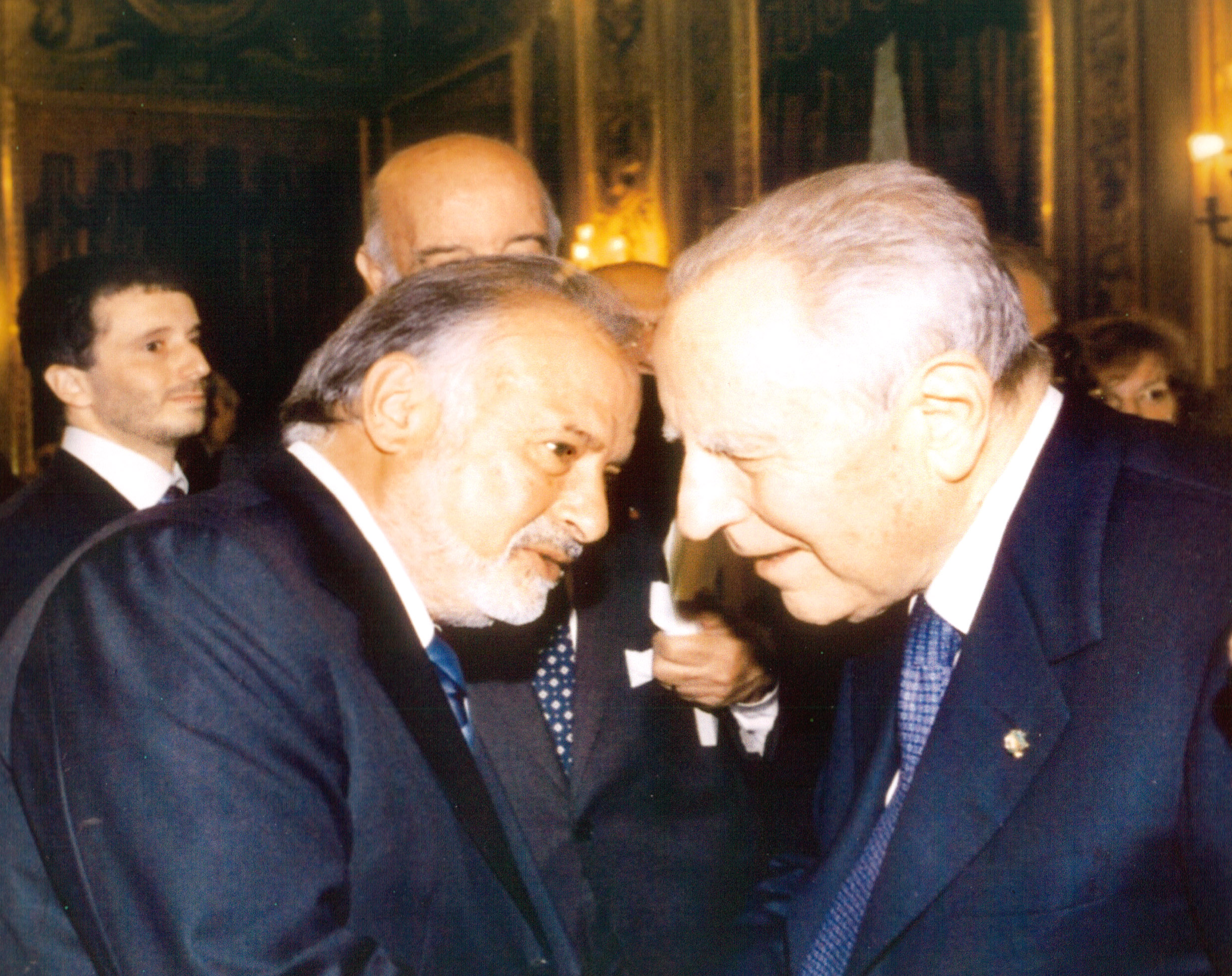
Vittorio Paravia e Carlo Azeglio Ciampi

Vittorio Paravia (Gragnano, 7 febbraio 1943) è un imprenditore italiano.

## Biografia
Figlio di Vincenzo, abruzzese, fondatore della Paravia Ascensori Spa e di Laura Sasso sel Verme (appartenente ad una nobile famiglia campana), con nove fratelli di cui tre femmine. Diplomato presso l'Istituto Tecnico Industriale Alessandro Volta di Napoli, ha poi conseguito una laurea con lode in Sociologia presso l'Università di Salerno a cui ha fatto seguito una specializzazione in Marketing presso la Scuola di Amministrazione Aziendale Università di Torino. È sposato con Maria Pia Corrado, e padre di tre figli: Benedetta, Alessandro e Alberto Paravia.

## Cariche
Vittorio Paravia ricopre attualmente la carica di Presidente di:
- SDOA[1] "Scuola di Direzione e Organizzazione Aziendale attraverso la quale ha contribuito alla creazione di 2400 posti di lavoro
- Fondazione Antonio Genovesi Salerno
- L.I.S.I.L. (Laboratorio per l'Innovazione e lo Sviluppo Imprenditoriale Locale)
- I.T.A.T. (Istituto per il Turismo e l'Analisi del Territorio)
- Consigliere ASFOR
- Comitato dei Garanti del Codice Etico dell'ASFOR
- Giunta di Confindustria Salerno

## La carriera
Nel dicembre del 1986 ha fondato la SDOA (Scuola di Direzione e Organizzazione Aziendale) in collaborazione con Confindustria, Intersind, Asap ed Enti ed aziende locali e nazionali.
Vittorio Paravia ha ricoperto numerosi incarichi all'interno di Confindustria, sia a livello provinciale nella zona di Salerno, sia a livello nazionale. Una carriera che lo ha visto membro della Giunta provinciale (1971 - 2006), Vice Presidente di Confindustria di Salerno (1979 - 1982) e Responsabile della ‘Area Scuola, Formazione e Ricerca’ (1999 - 2003).
Nell'ambito regionale di Confindustria in Campania, Vittorio Paravia oltre ad aver coperto diversi ruoli tra i "Giovani Imprenditori" ha anche assunto la presidenza della "Commissione Rapporti Esterni" (1977 - 1982) e la presidenza della "Commissione Rapporti Interni" (1983 - 1984).
A livello nazionale Vittorio Paravia ha ricoperto la carica di Vice Presidente Nazionale del "Gruppo Giovani Imprenditori" di Confindustria (1974 1982), Componente della "Commissione Centrale e del Comitato Nazionale per il Mezzogiorno" (1975 - 1982). Sempre a livello nazionale tra il 1995 ed il 2004 ha fatto parte di diversi organi collettivi nazionali come la Commissione Nazionale Mezzogiorno, Commissione per la Qualità dell'Università e dell'Alta Formazione ed il Comitato Education.
Al di fuori di Confindustria Vittorio Paravia ha ricoperto ruoli di prestigio all'interno dell'ISFA, Istituto Superiore per la Formazione Aziendale, dapprima nel Comitato Tecnico Scientifico e successivamente come consigliere di amministrazione. È stato l'unico firmatario in Italia di "memorandum of understanding" nel campo dell'istruzione superiore con le tre università emiratine Zayed University, Higher colleges of Technology e United Arab Emirates University.
Tra i principali incarichi lavorativi ricoperti da Vittorio Paravia si annoverano la direzione della ditta "Vincenzo Paravia" (1967-1974), la guida della Paravia Elevator's Service Spa (1974-1977 e successivamente come Presidente 1982-1983), la guida della NAVALSUD Spa (1977-1986), la direzione di AGENSUD(1981-1984 e successivamente 1984-1987).
Diversi gli incarichi di rappresentanza all'estero per conto di Confindustria: Costa d'Avorio e Gabon 1972, Belgio sede C.E.E.1976, Convegno UNICE Bruxelles 1978 e a Pechino nel 1981 in occasione del Festival del Film Industriale Italiano in Cina.